# Hello (Adele-dal)
A Hello Adele angol énekes-dalszerző dala a 25 című harmadik stúdióalbumáról, amely 2015. október 23-án jelent meg az XL lemezkiadó gondozásában az album első kislemezeként. Az Adele és producere, Greg Kurstin által írt Hello egy zongoraballada soul hatásokkal (többek között gitárral és dobokkal), valamint a nosztalgia és a megbánás témáit tárgyaló dalszöveggel. A dal megjelenésekor a kritikusok elismerően nyilatkoztak róla, és Adele korábbi munkáihoz hasonlították. Dicsérték a dal szövegét, a produkciót és Adele énekesi teljesítményét. A dalt a londoni Metropolis stúdióban vették fel.
A Hello hatalmas világsikert aratott, rekordot jelentő 36 országban vezette a slágerlistákat, köztük az Egyesült Királyságban, ahol a Someone Like You után ez lett Adele második listavezető dala. Az országban az elmúlt három év legnagyobb nyitóheti eladását produkálta. Az Egyesült Államokban a Hello a Billboard Hot 100 listájának élén debütált, és tíz egymást követő héten át tartotta pozícióját, ezzel Adele negyedik listavezető kislemeze lett a listán, és számos rekordot döntött meg, többek között az első olyan dal lett, amelyből egy hét alatt több mint egymillió digitális példányt adtak el. 2015 végére világszerte 12,3 millió példányban kelt el (az eladások és a track-egyenértékű streamek együttes száma), és az év hetedik legkelendőbb kislemeze lett, miközben minden idők egyik legkelendőbb digitális kislemezei közt szerepel.
A dalhoz készült videóklipet Xavier Dolan rendezte, amelyben Adele mellett Tristan Wilds a másik főszereplő. Megdöntötte a Vevo és a YouTube rekordját, mivel 24 órán belül több mint 27,7 millió megtekintést ért el, illetve a legrövidebb idő alatt (87 nap) érte el az egymilliárdos nézettséget. A Hello megdöntötte az iTunes rekordját is, ami a legtöbb országban (102) való első helyezést illeti. A videóklip hét jelölést kapott a 2016-os MTV Video Music Awards-on, köztük Az év videóklipje és A legjobb női videóklip kategóriában. Az 59. Grammy-díjátadón a Hello három díjat nyert: Az év felvétele, Az év dala és A legjobb szóló popénekes teljesítmény. A dal elnyerte továbbá Az év brit kislemezének járó Brit-díjat, valamint Az év legjobb külföldi dalának járó APRA-díjat.

## Háttér és kompozíció
A Hello-t Adele és Greg Kurstin írta, a producere pedig Kurstin volt, aki basszusgitáron, gitáron, dobon, zongorán és billentyűs hangszereken is játszott, a dalban Adele dobolt. A Hello a londoni Chiswickben íródott, ami szokatlan az énekesnőtől, elmondása szerint szereti otthon írni a zenéjét. A dal megírása lassú folyamat volt, hat hónapig tartott. Kezdetben Adele és Kurstin az első verzét kezdte el írni; a dal felét befejezve, hat hónappal később Adele felvette a kapcsolatot Kurstinnel, hogy fejezze be vele a dalt, Kurstin pedig azt nyilatkozta, hogy nem volt biztos benne, „hogy Adele valaha is visszatér és befejezi”.
A Hello egy soul stílusú zongoraballada, amelyet f-moll hangnemben, 79 ütem per perc tempóval komponáltak. A Musicnotes.com szerint Adele énekhangja F3-tól A♭5-ig terjed a dalban. A refrén alatt Adele a háttérvokál, a zongora és a dobok felett énekli a sorokat, amelyeket a The Daily Telegraph úgy jellemzett, hogy „egy nagyon érzéki wall of sound”.
Dalszövegileg a nosztalgia és a megbánás témáira koncentrál, és a Someone like You című kislemezének folytatásának tekintették, amely egy kudarcba fulladt kapcsolatra reflektál. A dal szövege társalgási jellegűnek tekinthető, és „a múltja összes kapcsolatát” körüljárja, kezdve a barátoktól, családtagoktól és volt partnerektől. A dalszövegről Adele a The Radio 1 Breakfast Show-ban Nick Grimshaw-nak beszélt: „Úgy éreztem, hogy mindannyian továbblépünk, és ez nem egy volt kapcsolatról, egy szerelmi kapcsolatról szól, hanem a kapcsolatomról mindenkivel, akit szeretek. Nem arról van szó, hogy összevesztünk, mindannyiunknak megy tovább az élete, és meg kellett írnom ezt a dalt, hogy mindannyian hallják, mert nem tartom velük a kapcsolatot”. Adele szerint a „Hello from the other side” („Helló a túloldalról”) sor a „felnőtté válás másik oldalát jelenti, azt, hogy sikerült kikerülni a kamaszkorból, a húszas éveid elejéből”.

## Kiadás
2015. október 18-án az Egyesült Királyságban a The X Factor egyik reklámszünetében lejátszották a Hello 30 másodperces részletét. A reklám az akkori új hanganyagot mutatta be, a fekete képernyőn megjelent a dalszöveg is. Josh Duboff, a Vanity Fair munkatársa azt írta, hogy „az internet kollektíven elvesztette az eszét” az előzetes sugárzása után. Október 22-én Adele a Twitteren jelentette be rajongóinak a 25 közelgő megjelenését. Azt is megosztotta, hogy a Hello október 23-án jelenik meg az album első kislemezeként. Október 23-án Adele csatlakozott Nick Grimshaw műsorához a BBC Radio 1-en a dal premierjére.

## A kritikusok értékelései
A Hello átfogó kritikai elismerést kapott. Alexis Petridis a The Guardiantól úgy jellemezte, hogy „nagy ballada, és a maga nemében kiváló példa”, és úgy vélte, hogy a dal „pontosan az a fajta szerelmes epikus ballada, amely Adele-t a világ egyik legnagyobb sztárjává tette”. Emily Jupp a The Independent című lapnak írt kritikájában a dalról azt írta, hogy „talán nem úttörő, de Adele visszatérése a megszokott, füstös hangzásával nagyon is üdvözlendő”. Hozzátette: „Adele azt teszi, amihez a legjobban ért, érzelmes történeteket zeng szerelemről és veszteségről, nagyjából úgy, mint a legutóbbi albumán, a 21-en, de ezúttal egy kicsit több önmegbocsátással”.
Greg Kot a Chicago Tribune-tól azt írta: „A dalszövegek, amelyek akkor működnek a legjobban, ha személyes részletekre nagyítanak rá, megfelelnek az énekerő és a visszafogottság kombinációjának”. Neil McCormick a The Daily Telegraph-tól „a veszteség és a megbánás gyönyörű dalának” nevezte, hozzátéve, hogy „megragadja azt a fajta emléket, amelyet minden hallgató valahol a szívében hordoz, és ötvözi Adele saját drámájával”. A Rolling Stone a Hello-t a hatodik helyre sorolta az év végi listáján, amelyen 2015 50 legjobb dalát rangsorolták. Több publikáció is megjegyezte, hogy a dal és a hozzá készült videóklip témája hasonlít Lionel Richie amerikai énekes Hello című dalához.
2021-ben a Parade a 12. helyre sorolta a 25 legjobb Adele-dalt tartalmazó listáján, 2022-ben pedig az American Songwriter a harmadik helyre sorolta a 10 legjobb Adele-dalt tartalmazó listáján.

## Kereskedelmi teljesítmény

### Európa és Óceánia
Három nappal a megjelenése után az Official Charts Company bejelentette, hogy a Hello 165 000 eladást ért el az Egyesült Királyságban, ebből 156 000 digitális letöltés volt. A Hello 2015. október 30-án 333 000 összesített eladással (ebből 259 000 letöltés volt), a brit kislemezlista élére került, így három év óta a legnagyobb példányszámban eladott első helyezett kislemez lett a listán. Ez volt Adele második brit listavezető kislemeze a 2011-es Someone like You után. A Hello-t ráadásul 7,32 milliószor streamelték az első héten, ezzel megdöntve a streaming-rekordot, amelyet korábban Justin Bieber What Do You Mean? című dala tartott. A streaming-eladásokat is figyelembe véve, valamint a The X Factor és a Pop Idol győztesek kislemezeit, a nagy jótékonysági kampányok felvételeit és a karácsonyi listavezetőket nem számítva a Hello volt a 21. század második legnagyobb példányszámban eladott slágere az Egyesült Királyságban, amelyet csak Shaggy It Wasn’t Me című dala előzött meg, amelyből 2001 februárjában 345 000 példányt adtak el egy hét alatt. A következő héten a dal az első helyen maradt, miután további 121 000 letöltést ért el, és 5,78 milliószor streamelték, ugyanezen a héten a BPI arany minősítést adott a dalnak. 2016. május 20-án 30. hetét töltötte a brit Top 100-ban. A dal 2016 novemberéig 918 700 példányban kelt el az országban.
A dal első helyen debütált Belgiumban, Csehországban, Franciaországban, Németországban, Görögországban, Magyarországon, Írországban, Izraelben, Olaszországban, Libanonban, Luxemburgban, Hollandiában, Norvégiában, Portugáliában, Skóciában, Szlovákiában, Spanyolországban és Svájcban.
Ausztráliában a Hello 2015. október 31-én az ARIA Singles Chart élére került, több mint 59 075 darabot adtak el belőle, ami arany minősítést hozott a dalnak az első héten. A dal egyben az év második leggyorsabban fogyó kislemeze lett, Wiz Khalifa See You Again című dala mögött. Ez volt Adele második első helyezett kislemeze az ARIA Singles Charton a 2011-es Someone like You után. A kislemez a következő héten is vezette a listát, és több mint 70 000 eladott példánnyal platinalemez lett. 2017. március 20-án a Hello újra felkerült a kislemezlistára az 50. helyen, és eddig hétszeres platina minősítést kapott, több mint 490 000 darabos eladással.
Új-Zélandon a dal az első helyen debütált az új-zélandi kislemezlistán, és a következő héten is tartotta ezt a pozíciót, és platina minősítést kapott.

### Észak-Amerika
Az Egyesült Államokban a Hello 2015. november 2-án debütált a Billboard Hot 100 listájának élén, ezzel mindössze a 24. dal lett, amely rögtön az első helyen nyitott. A Hello három nap után a 49. helyen nyitott a rádiós dalok listáján. Az első teljes héten a 45. helyről a kilencedik helyre emelkedett, 146%-os növekedéssel, 70 milliós hallgatottsággal minden formátumban. A szám az On-Demand Songs chart első helyén kezdett, rekordszámú, 20,4 millió on-demand streameléssel, ezzel Adele első listavezetője lett a charton. A Hello 1 112 000-es eladással a Digital Songs chart élére került, és ezzel az első olyan dal lett, amely egyetlen hét alatt több mint egymillió digitális példányban kelt el, és majdnem megduplázta az egy hét alatt eladott legtöbb letöltés rekordját, amelyet korábban Flo Rida Right Round című száma tartott, amelyből a 2009. február 28-án véget ért héten 636 000 darabot adtak el. A Hello 61,6 millió amerikai streameléssel nyitott, ezzel Adele első listavezető dala lett, és a második legnagyobb heti adatot produkálta a Streaming Songs charton, Baauer Harlem Shake című dala mögött, amely 103 millió streamelést jegyzett a 2013. március 3-i héten. A Hello az első olyan dal, amelyből egyetlen hét alatt több mint egymillió digitális példányt adtak el, és a harmadik legmagasabb heti eladási értéket érte el, amióta a Nielsen SoundScan 1991-ben elkezdte az eladások nyomon követését. Egyedül Elton John Candle in the Wind 1997/Something About the Way You Look Tonight című dalából adtak el többet egyetlen hét alatt: a nyitó héten 3,446 millió, a második héten pedig 1,212 millió példányt.
A második héten a Hello megőrizte első helyét az amerikai Billboard Hot 100-as listán, és további 635 000 digitális példányban kelt el, ami a harmadik legjobb digitális eladási hetet jelentette, és a legmagasabb értékesítést egy nem debütáló héten. A Hello a Streaming Songs élén is megállta a helyét 47,4 millió amerikai streameléssel, ami 23 százalékos csökkenés az első heti 61,6 millióhoz képest, a szám az On-Demand Songs élén is megmaradt 18,1 millió streameléssel. A rádiós dalok listáján a Hello a kilencedik helyről a hatodik helyre lépett előre, 46%-kal 106 millió hallgatottsági benyomást elérve. A szám emellett az Adult Alternative Songs Airplay Charton a második helyről az elsőre, az Adult Contemporary formátumban pedig a kilencedikről a negyedikre lépett előre. A következő héten a dal a Hot 100 és a digitális dalok listájának élén maradt, 480 000 letöltést adtak el belőle, ezzel csupán a harmadik olyan dal lett, amely három egymást követő héten keresztül több mint 400 000 példányban kelt el. A Hello a Radio Songs listán is a hatodik helyről az első helyre emelkedett mindössze a negyedik hetén, ezzel 22 év óta a leggyorsabban jutott az első helyre, amióta Mariah Carey Dreamlover című dala 1993. augusztus 28-án, a negyedik héten a csúcsra ért. Emellett a Hello a harmadik olyan dal lett, amely egyszerre vezette a Hot 100, a Digital Songs, a Streaming Songs, az On-Demand Songs és a Radio Songs listáját az elmúlt közel három évben, amikor mind az öt lista együtt létezett. A Hello tíz egymást követő héten át vezette a Hot 100 listát, és ezzel mindössze a 31. első helyezett lett a Hot 100 történetében, ami legalább 10 hétig tartotta magát a csúcson, és csak a negyedik, ami első helyen debütált, Mariah Carey és a Boyz II Men One Sweet Day (16 hét), Elton John Candle in the Wind 1997/Something About the Way You Look Tonight (14 hét) és Puff Daddy & Faith Evans featuring 112 I'll Be Missing You (11 hét) dalai után. Azzal, hogy tizedik hetét töltötte a lista élén, ez lett Adele leghosszabb ideig listavezető kislemeze, és a leghosszabb ideig vezető dal női szólóelőadótól Rihanna We Found Love című dala óta, amelyet Calvin Harrisszel közösen készített, és amely szintén 10 hétig vezette a listát 2011-2012-ben. 2016 januárjáig 3,7 millió letöltést ért el. A kislemez számos Dance/EDM remixet is kapott, így a Hello a Billboard Dance Club Songs és Dance/Mix Show Airplay listájának élére került. A 2016. április 23-án kelt listán a dal 21. hetét töltötte az Adult Contemporary Chart élén, ezzel beállította Kelly Clarkson Breakaway (2005) és Céline Dion A New Day Has Come (2002) által felállított rekordot, ami a leghosszabb első helyezést jelenti a nők körében a lista 1961-es indulása óta. Ez volt a harmadik leghosszabb csúcson tartózkodás az összes előadó közül. 2016. szeptember 20-án az Amerikai Hanglemezgyártók Szövetsége hétszeres platina minősítést adott a dalnak.
A Hello 2015. november 3-án debütált a kanadai Canadian Hot 100-as lista első helyén 140 000 eladott példánnyal, megelőzve Justin Bieber Sorry című dalát, amely ugyanezen a héten 40 000 példányban kelt el. A dalt az első héten 4,79 milliószor streamelték, ezzel rekordot állítva fel az egy hét alatt legtöbbször streamelt számként Kanadában.

## Díjak
| Év   | Szervezet/Esemény               | Díj                                                                              | Eredmény | For.          |
| ---- | ------------------------------- | -------------------------------------------------------------------------------- | -------- | ------------- |
| 2016 | American Music Awards           | Kedvenc pop/rock dal                                                             | Jelölve  | [ 52 ]        |
| 2016 | AIM Independent Music Awards    | Az év független zeneszáma                                                        | Elnyerte | [ 53 ]        |
| 2016 | BBC Music Awards                | BBC Az év dala                                                                   | Elnyerte | [ 54 ]        |
| 2016 | Billboard Music Awards          | Top Hot 100 Song                                                                 | Jelölve  | [ 55 ]        |
| 2016 | Billboard Music Awards          | Top Radio Song                                                                   | Jelölve  | [ 55 ]        |
| 2016 | Billboard Music Awards          | Top Selling Song                                                                 | Elnyerte | [ 55 ]        |
| 2016 | BMI Awards                      | Pop Song Award                                                                   | Elnyerte | [ 56 ]        |
| 2016 | Brit Awards                     | Az év brit kislemeze                                                             | Elnyerte | [ 57 ] [ 58 ] |
| 2016 | Brit Awards                     | Az év brit videóklipje                                                           | Jelölve  | [ 57 ] [ 58 ] |
| 2016 | Danish Music Awards             | Az év nemzetközi slágere                                                         | Jelölve  | [ 59 ]        |
| 2016 | ECHO Music Awards               | Az év slágere                                                                    | Jelölve  | [ 60 ] [ 61 ] |
| 2016 | Guinness Rekord                 | Legrövidebb idő, amíg egy videó elérte az egymilliárdos nézettséget a YouTube-on | Elnyerte | [ 62 ]        |
| 2016 | iHeartRadio Music Awards        | Az év dala                                                                       | Elnyerte | [ 63 ] [ 64 ] |
| 2016 | iHeartRadio Music Awards        | A legjobb dalszöveg                                                              | Jelölve  | [ 63 ] [ 64 ] |
| 2016 | Juno Awards                     | Az év videóklipje                                                                | Elnyerte | [ 65 ]        |
| 2016 | Latin American Music Awards     | Kedvenc dal – Crossover                                                          | Jelölve  | [ 66 ]        |
| 2016 | Los Premios 40 Principales      | Az év nemzetközi dala                                                            | Jelölve  | [ 67 ]        |
| 2016 | MTV Europe Music Award          | A legjobb dal                                                                    | Jelölve  | [ 68 ]        |
| 2016 | MTV Video Music Awards          | Az év videóklipje                                                                | Jelölve  | [ 69 ]        |
| 2016 | MTV Video Music Awards          | A legjobb női videóklip                                                          | Jelölve  | [ 69 ]        |
| 2016 | MTV Video Music Awards          | A legjobb popvideó                                                               | Jelölve  | [ 69 ]        |
| 2016 | MTV Video Music Awards          | A legjobb rendezés                                                               | Jelölve  | [ 69 ]        |
| 2016 | MTV Video Music Awards          | A legjobb művészeti rendezés                                                     | Jelölve  | [ 69 ]        |
| 2016 | MTV Video Music Awards          | A legjobb operatőri munka                                                        | Jelölve  | [ 69 ]        |
| 2016 | MTV Video Music Awards          | A legjobb vágás                                                                  | Jelölve  | [ 69 ]        |
| 2016 | MTV Video Music Awards Japan    | A legjobb nemzetközi videóklip                                                   | Jelölve  | [ 70 ]        |
| 2016 | Nickelodeon Kids' Choice Awards | Az év kedvenc dala                                                               | Elnyerte | [ 71 ]        |
| 2016 | Premios Juventud                | A legjobb dal                                                                    | Elnyerte | [ 72 ]        |
| 2016 | Soul Train Music Awards         | Az év dala                                                                       | Jelölve  | [ 73 ]        |
| 2016 | Soul Train Music Awards         | Az Ashford & Simpson dalszerzői díj                                              | Jelölve  | [ 73 ]        |
| 2016 | Teen Choice Awards              | A legjobb kislemez – Női                                                         | Jelölve  | [ 74 ]        |
| 2016 | Radio Disney Music Awards       | Heartbreak - A legjobb szakítós dal                                              | Jelölve  | [ 75 ]        |
| 2017 | Apra Awards                     | Az év nemzetközi munkája                                                         | Elnyerte | [ 76 ]        |
| 2017 | Grammy Awards                   | Az év felvétele                                                                  | Elnyerte | [ 77 ]        |
| 2017 | Grammy Awards                   | Az év dala                                                                       | Elnyerte | [ 77 ]        |
| 2017 | Grammy Awards                   | A legjobb szóló popénekes teljesítmény                                           | Elnyerte | [ 77 ]        |

## Videóklip
A Hello című dalhoz készült videóklipet Xavier Dolan kanadai színész és filmrendező rendezte, és 2015. október 23-án jelent meg, annak ellenére, hogy a dal egy nappal később jelent meg kislemezként. A videó koncepciója egy nemrég szakított fiatal nő körül forog, aki felhívja saját maga fiatalabb változatát. A klip egyes részeit – főként a finálét a tónál és azt a felvételt, amikor Adele kinyitja a szemét az elején – IMAX kamerákkal vették fel, így ez lett az első IMAX formátumú klip. A videó Dolan félig önéletrajzi ihletésű debütáló I Killed My Mother című filmjéből merít ihletet, amely akkor készült, amikor Dolan alig volt 20 éves. A videót egy québeci farmon forgatták négy napon keresztül 2015 szeptemberében.
A videó másik főszereplője Tristan Wilds amerikai színész. Dolan szerint Adele egy meg nem nevezett, az Egyesült Államokban történt rendőri brutalitással kapcsolatos incidens után hívta fel őt, és azt javasolta, hogy ne egy fehér férfi legyen a szerelme a klipben. Dolan kifejtette: „Csak annyit mondott, hogy 'Aggódom a hatóságok és a fekete közösség közötti feszültségek valósága miatt, és szeretnék üzenni valamit”. Dolan Skype-on keresztül felvette a kapcsolatot Wilds-szal, és elmagyarázta a videó koncepcióját, amelyben Wilds beleegyezett, hogy részt vegyen. A forgatás során mind Adele-t, mind Wildsot arra kérték, hogy improvizáljanak, és „merítsenek” a múltbeli kapcsolataikból, hogy a megfelelő érzelmeket közvetítsék. Dolan olyan felvételeket is forgatott, amelyeken Adele és Wilds beszélgetnek és nevetnek. A szepia tónusú videóban Adele egy kis házban és egy erdőben adja elő a dalt, valamint egy könnyes telefonhívás jeleneteivel, valamint Wilds karakterével való múltbéli kapcsolatának visszatekintéseivel váltakozik.
Az Adele által a videóban használt flip-telefont sokan kommentálták, mivel retró stílusú. Dolan így válaszolt a megjegyzésekre: „Úgy érzem, mintha reklámot forgatnék. Ezek a dolgok, mint az iPhone-ok, laptopok, mindezek az elemek, számomra visszavisznek a valóságba: Nem ezt akarod. Ki akarsz lépni a saját életedből; be akarsz lépni valaki más életébe; el akarsz utazni valahová; el akarsz mesélni egy történetet. Rájöttem, hogy talán mindennél jobban eltereltem a figyelmet azzal a flip-telefonnal, de ez nem volt szándékos!”
A Hello videóklipje megdöntötte a korábbi Vevo rekordot, hiszen a megjelenést követő első 24 órában több mint 27,7 millió megtekintést ért el. Ezt a rekordot korábban Taylor Swift Bad Blood című dalának klipje tartotta, amely az első 24 órában 20,1 millió megtekintést gyűjtött össze. Később a videó megdöntötte Miley Cyrus Wrecking Ball című klipjének Vevo-rekordját, és az első videó lett, amely mindössze öt nap alatt elérte a 100 millió megtekintést. Az „Adele hello” kifejezés volt a pénteki és a szombati YouTube-keresés csúcskifejezése is, és a videó az első két napban átlagosan óránként egymillió megtekintést ért el, és egyetlen óra alatt 1,6 milliós csúcsot ért el, ami felülmúlta a Star Wars: Az ébredő Erő trailerének csúcsnézettségét, amely óránként 1,2 millió megtekintést ért el. A videót a Saturday Night Live egyik hálaadási témájú jelenetében parodizálták.
A videó 2020-ban a YouTube 30. legnézettebb videója volt, több mint 2,8 milliárd megtekintéssel, valamint 2015-ben a 26. legkedveltebb videó volt a platformon, több mint 17 millió kedveléssel. A videó tartja a Guinness világrekordot a „legrövidebb idő, amíg egy videó elérte az 1 milliárd megtekintést” rekordját 87 nap alatt.

## Helyezések
| Lista (2015–2016)                       | Legjobb helyezés |
| --------------------------------------- | ---------------- |
| Ausztrália (ARIA)                       | 1                |
| Ausztria (Ö3 Austria Top 40)            | 1                |
| Belgium (Ultratop 50 Flanders)          | 1                |
| Belgium (Ultratop 50 Wallonia)          | 1                |
| Brazília (Billboard Brasil Hot 100)     | 1                |
| Kanada (Canadian Hot 100)               | 1                |
| Kanada AC (Billboard)                   | 1                |
| Kanada CHR/Top 40 (Billboard)           | 1                |
| Kanada Hot AC (Billboard)               | 1                |
| Csehország (Rádio Top 100)              | 1                |
| Csehország (Singles Digitál Top 100)    | 1                |
| Dánia (Tracklisten Top 40)              | 1                |
| Európa digitális dalok (Billboard)      | 1                |
| Finnország (Singlet Top 20)             | 1                |
| Franciaország (Single Top 100)          | 1                |
| Németország (Media Control Charts)      | 1                |
| Görögország digitális dalok (Billboard) | 1                |
| Görögország rádiós dalok (IFPI)         | 1                |
| Magyarország (Dance Top 40)             | 1                |
| Magyarország (Rádiós Top 40)            | 1                |
| Magyarország (Single Top 40)            | 1                |
| Írország (IRMA)                         | 1                |
| Izrael (Media Forest)                   | 1                |
| Olaszország (FIMI)                      | 1                |
| Japán (Billboard Japan Hot 100)         | 17               |
| Libanon (Lebanese Top 20)               | 1                |
| Luxemburg digitális dalok (Billboard)   | 1                |
| Mexikó rádiós dalok (Billboard)         | 1                |
| Hollandia (Top 40)                      | 1                |
| Hollandia (Single Top 100)              | 1                |
| Új-Zéland (Recorded Music NZ)           | 1                |
| Norvégia (VG-lista)                     | 1                |
| Lengyelország (Polish Airplay Top 20)   | 1                |
| Portugália (AFP Top 100 Singles)        | 3                |
| Románia (Romanian Radio Airplay)        | 1                |
| Oroszország Rádiós dalok (TopHit)       | 19               |
| Skócia (Scottish Singles Top 40)        | 1                |
| Szlovákia (Rádio Top 100)               | 1                |
| Szlovákia (Singles Digitál Top 100)     | 1                |
| Szlovénia (SloTop50)                    | 1                |
| Dél-Afrika (EMA)                        | 1                |
| Dél-Korea digitális dalok (Gaon)        | 3                |
| Spanyolország (PROMUSICAE)              | 1                |
| Svédország (Sverigetopplistan)          | 1                |
| Svájc (Schweizer Hitparade)             | 1                |
| Egyesült Királyság (UK Singles Chart)   | 1                |
| Egyesült Királyság (UK Indie Chart)     | 1                |
| Ukrajna (TopHit)                        | 6                |
| US Billboard Hot 100                    | 1                |
| US Radio Songs (Billboard)              | 1                |
| US Adult Contemporary (Billboard)       | 1                |
| US Adult Top 40 (Billboard)             | 1                |
| US Hot Dance Club Songs (Billboard)     | 1                |
| US Dance/Mix Show Airplay (Billboard)   | 1                |
| US Latin Pop Songs (Billboard)          | 14               |
| US Mainstream Top 40 (Billboard)        | 1                |
| US R&B/Hip-Hop Airplay (Billboard)      | 10               |
| US Rhythmic (Billboard)                 | 10               |
| US Rock Airplay (Billboard)             | 26               |

| Lista (2021)           | Legjobb helyezés |
| ---------------------- | ---------------- |
| Global 200 (Billboard) | 71               |
| Dél-Afrika (RISA)      | 95               |

| Lista (2015)                                 | Helyezés |
| -------------------------------------------- | -------- |
| Ausztrália (ARIA)                            | 5        |
| Ausztria (Ö3 Austria Top 40)                 | 5        |
| Belgium (Ultratop Flanders)                  | 5        |
| Belgium (Ultratop Wallonia)                  | 14       |
| Kanada (Canadian Hot 100)                    | 25       |
| Dánia (Tracklisten)                          | 25       |
| Franciaország (SNEP)                         | 14       |
| Németország (Official German Charts)         | 7        |
| Magyarország (Dance Top 40)                  | 61       |
| Magyarország (Rádiós Top 40)                 | 51       |
| Magyarország (Single Top 40)                 | 6        |
| Írország (IRMA)                              | 7        |
| Izrael (Media Forest)                        | 17       |
| Olaszország (FIMI)                           | 18       |
| Hollandia (Dutch Top 40)                     | 48       |
| Hollandia (Single Top 100)                   | 18       |
| Új-Zéland (Recorded Music NZ)                | 13       |
| Dél-Korea Nemzetközi (Gaon)                  | 6        |
| Spanyolország (PROMUSICAE)                   | 47       |
| Svédország (Sverigetopplistan)               | 28       |
| Svájc (Schweizer Hitparade)                  | 6        |
| Egyesült Királyság (Official Charts Company) | 6        |
| US Billboard Hot 100                         | 35       |
| US Adult Contemporary (Billboard)            | 39       |

| Lista (2016)                                 | Helyezés |
| -------------------------------------------- | -------- |
| Argentína (Monitor Latino)                   | 60       |
| Ausztrália (ARIA)                            | 42       |
| Ausztria (Ö3 Austria Top 40)                 | 69       |
| Belgium (Ultratop Flanders)                  | 38       |
| Belgium (Ultratop Wallonia)                  | 16       |
| Brazília (Brasil Hot 100)                    | 7        |
| Kanada (Canadian Hot 100)                    | 9        |
| CIS (Tophit)                                 | 28       |
| Dánia (Tracklisten)                          | 33       |
| Franciaország (SNEP)                         | 112      |
| Németország (Official German Charts)         | 70       |
| Magyarország (Dance Top 40)                  | 12       |
| Magyarország (Single Top 40)                 | 21       |
| Izrael (Media Forest)                        | 13       |
| Hollandia (Dutch Top 40)                     | 54       |
| Hollandia (Single Top 100)                   | 57       |
| Új-Zéland (Recorded Music NZ)                | 27       |
| Szlovénia (SloTop50)                         | 6        |
| Oroszország Rádiós lista (Tophit)            | 34       |
| Spanyolország (PROMUSICAE)                   | 54       |
| Dél-Korea Digitális dalok (Gaon)             | 76       |
| Dél-Korea Nemzetközi (Gaon)                  | 3        |
| Svédország (Sverigetopplistan)               | 33       |
| Svájc (Schweizer Hitparade)                  | 5        |
| Ukrajna Rádiós lista (Tophit)                | 36       |
| Egyesült Királyság (Official Charts Company) | 48       |
| US Billboard Hot 100                         | 7        |
| US Radio Songs (Billboard)                   | 8        |
| US Adult Contemporary (Billboard)            | 4        |
| US Adult Top 40 (Billboard)                  | 11       |
| US Dance Club Songs (Billboard)              | 22       |
| US Dance/Mix Show Airplay (Billboard)        | 14       |
| US Mainstream Top 40 (Billboard)             | 18       |
| US AC (Mediabase)                            | 1        |
| US Hot AC (Mediabase)                        | 9        |
| US Top 40 (Mediabase)                        | 22       |

| Lista (2010–2019)                            | Helyezés |
| -------------------------------------------- | -------- |
| Ausztrália (ARIA)                            | 28       |
| Németország (Official German Charts)         | 28       |
| Egyesült Királyság (Official Charts Company) | 25       |
| US Billboard Hot 100                         | 52       |

## Minősítések és eladási adatok
| Régió                                                            | Minősítés    | Eladott példányszám |
| ---------------------------------------------------------------- | ------------ | ------------------- |
| Ausztrália (ARIA)                                                | 7× platina   | 490 000‡            |
| Belgium (BEA)                                                    | 3× platina   | 90 000*             |
| Brazília (Pro-Música Brasil)                                     | 3× gyémánt   | 750 000‡            |
| Kanada (Music Canada)                                            | gyémánt      | 800 000‡            |
| Dánia (IFPI Denmark)                                             | 4× platina   | 360 000‡            |
| Németország (BVMI)                                               | platina      | 400 000‡            |
| Olaszország (FIMI)                                               | 6× platina   | 300 000‡            |
| Mexikó (AMPROFON)                                                | diamond+Gold | 330 000‡            |
| Új-Zéland (RMNZ)                                                 | 5× platina   | 75 000‡             |
| Norvégia (IFPI Norway)                                           | 6× platina   | 360 000‡            |
| Spanyolország (PROMUSICAE)                                       | 3× platina   | 120 000‡            |
| Svájc(IFPI Switzerland)                                          | platina      | 30 000‡             |
| Egyesült Királyság (BPI)                                         | 5× platina   | 3 000 000‡          |
| Egyesült Államok (RIAA)                                          | 7× platina   | 7 000 000‡          |
| ‡ Eladási+streaming példányszámok kizárólag a minősítés alapján. |              |                     |

## Megjelenési történet
| Régió              | Dátum             | Formátum           | Kiadó    |
| ------------------ | ----------------- | ------------------ | -------- |
| Világszerte        | 2015. október 23. | Digitális letöltés | XL       |
| Olaszország        | 2015. október 23. | Mainstream rádió   | XL       |
| Egyesült Államok   | 2015. október 26. | Hot AC radió       | Columbia |
| Egyesült Királyság | 2015. október 26. | Mainstream rádió   | Columbia |
| Egyesült Államok   | 2015. október 27. | Mainstream rádió   | Columbia |

## Lásd még
- A Billboard Hot 100 listavezetői 2015-ben
- A Spotifyon legtöbbször streamelt dalok listája
- A legnézettebb YouTube-videók listája

## Fordítás
- Ez a szócikk részben vagy egészben  a   Hello (Adele song) című angol Wikipédia-szócikk fordításán alapul.  Az eredeti cikk szerkesztőit annak laptörténete sorolja fel. Ez a jelzés csupán a megfogalmazás eredetét és a szerzői jogokat jelzi, nem szolgál a cikkben szereplő információk forrásmegjelöléseként.